# Сант'Андреа (Фрозиноне)
Сант'Андреа је насеље у Италији у округу Фрозиноне, региону Лацио.
Према процени из 2011. у насељу је живело 143 становника. Насеље се налази на надморској висини од 342 м.